# Oden Roberts
Oden Roberts es un director de fotografía, principalmente conocido por su largometraje Car Babes, su trabajo en vídeos musicales incluyendo comerciales de Nick Lachey para NASCAR y un total de cuarenta películas de cortometraje. Roberts también apareció en Independent Film Channel mientras asistía a la Universidad de Nueva York.